# Catherine Powell

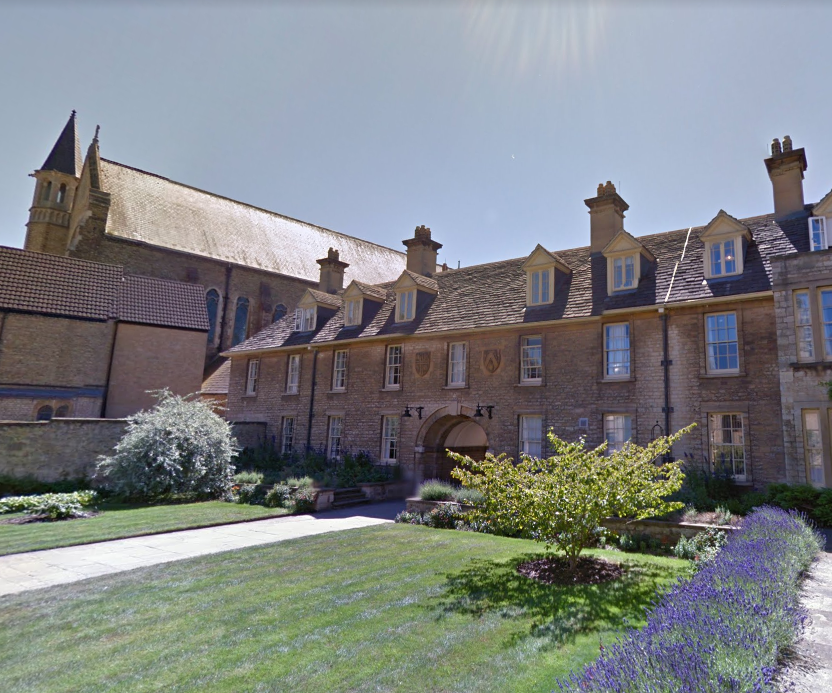
Somerville College, Oxford, waar Powell studeerde.

Catherine Clare Powell (1967), is een Britse zakenvrouw. Ze is sinds 2018 de présidente van Disney Parks, Western Region (Disneyland Parijs, Walt Disney World Resort en Disneyland Park). Op haar achtste verhuisde Powell naar Hongkong, ze studeerde later Philosophy, Politics and Economics aan Somerville College (Universiteit van Oxford).
Powell werkte vanaf 1997 zeven jaar voor BBC World. Ze werkt voor The Walt Disney Company sinds 2004 en hield succesvolle managementfuncties in Europa, het Midden-Oosten, Afrika en Oceanië. Voor haar functie als CEO in Parijs, was Powell sinds 2014 de 'Managing Director' van de The Walt Disney Company in Australië en Nieuw-Zeeland. Ook leidde ze de marketing op Disney Channel, Disney XD, Disney Junior en ABC News.